# Francisco I. Madero, Misantla
Francisco I. Madero är en ort i Mexiko.   Den ligger i kommunen Misantla och delstaten Veracruz, i den sydöstra delen av landet, 240 km öster om huvudstaden Mexico City. Francisco I. Madero ligger 935 meter över havet och antalet invånare är 152.
Terrängen runt Francisco I. Madero är bergig söderut, men norrut är den kuperad. Terrängen runt Francisco I. Madero sluttar norrut. Runt Francisco I. Madero är det ganska tätbefolkat, med 111 invånare per kvadratkilometer. Närmaste större samhälle är Misantla, 13,1 km norr om Francisco I. Madero. I omgivningarna runt Francisco I. Madero växer i huvudsak städsegrön lövskog.